# Das Gold von Neapel
Das Gold von Neapel (Originaltitel: L’oro di Napoli) ist ein 1954 entstandener italienischer Episodenfilm, dessen sämtliche sechs Teile Vittorio De Sica inszeniert hat. Am Drehbuch nach Kurzgeschichten des Ko-Autors Giuseppe Marotta war Cesare Zavattini beteiligt. Die Episoden spielen sich in Neapel ab und vermitteln ein Stimmungsbild der Stadt in der unmittelbaren Nachkriegszeit. Mit dem Gold sind, wie es zu Beginn heißt, die Hoffnung und der Überlebenswille der Neapolitaner gemeint.
Seine Premiere feierte der Episonenfilm 1955 bei den Filmfestspielen von Cannes, wo er an der regulären Auswahl teilnahm und für die Goldene Palme nominiert war.
In seiner restaurierten Version eröffneteL’oro di Napoli 2024 die Venice Classics der Filmfestspiele von Venedig.
Als einer von insgesamt fünf Regiearbeiten De Sicas, wurde der in schwarzweiß gedrehte Film 2008 auf die offizielle, vom italienischen Kulturministerium gebilligte Liste „100 erhaltenswerte italienische Filme“ aufgenommen. Die 100 ausgewählten Filme entstanden zwischen 1942 und 1978 und haben das kollektive Gedächtnis Italiens maßgeblich geprägt.

## Die Episoden

### Erste Episode „Der Tyrann“ (Il guappo)
Die erste Episode zeigt Totò als Familienvater, der von einem gewalttätigen Untermieter mit mafiösen Verhaltensmustern erniedrigt und ausgenutzt wird. Dieser macht sich in der Wohnung breit, lässt sich bedienen und durchfüttern. Die Macht, die er über die Familie und andere hat, bleibt unerklärt. Sogar die Kinder haben vor dem Untermieter absoluten Respekt, während sie ihren Vater ignorieren.
Eines Tages kommt der Untermieter verzweifelt in die Wohnung. Ein Arzt hat bei ihm einen Infarkt diagnostiziert; er fürchtet seinen Tod. Totò nutzt diesen Moment der Schwäche und rebelliert lärmend gegen den unliebsamen Mitbewohner, der sich davonmacht. Ein angesehener Arzt stellt eine Gegendiagnose, und der Untermieter kehrt zu Totò zurück. Weil sich die Familie entschieden sich gegen ihn stellt, zieht er einsam davon.

### Zweite Episode „Pizza auf Kredit“ (Pizze a credito)
In ihrer ersten bedeutenden Filmrolle ist Sophia Loren eine Pizzabäckerin. Sie unterhielt eine innige Beziehung mit Produzent Carlo Ponti, der Das Gold von Neapel zusammen mit Dino de Laurentiis projektierte. Ponti ließ sie bei de Sica vorsprechen, weil er ihr die Rolle geben wollte. Die Rolle schien für Loren maßgeschneidert, meinte sie, „eine temperamentvolle, leidenschaftliche Neapolitanerin – der Typ Frau, den ich so gut kannte. Sie hieß sogar noch Sofia.“ De Sica, ebenfalls aus Neapel stammend, teilte diese Ansicht. De Laurentiis jedoch wollte einen bekannten, zugkräftigen Namen, kannte Pontis persönliches Interesse an Loren und gab nur widerwillig nach. Bei den Dreharbeiten verfeinerte Loren dank de Sica, der selbst ein erfahrener Schauspieler war, ihre Ausdrucksmöglichkeiten. Neben ihrem Temperament setzte Loren in dieser Rolle auf das, „was die Natur ihr mitgab.“ Daniela Sannwald umschrieb es so: „Sofias weiße Bluse mit Zierband am Ausschnitt passt zu ihrer etwas derben, bauernschlauen Bodenständigkeit und signalisiert ihren Kunden appetitliche Sauberkeit. Sophia Loren gelingt jedoch gerade in einfacher, unaufwendiger Kleidung eine Mischung aus Freizügigkeit und Anstand, die vor allem katholische Männer zur Raserei treibt.“
Sofia bietet ihre Pizzen zusammen mit ihrem eifersüchtigen Ehemann an einer von vielen Fußgängern passierten Straße feil. Dass sie regelmäßig einen jungen Liebhaber besucht, ahnt der Gatte nicht.
Plötzlich merkt sie, dass sie ihren smaragdverzierten Verlobungsring im Schlafzimmer des Liebhabers liegengelassen hat. Ihrem Mann gaukelt sie vor, der Ring müsse in den Pizzateig gefallen sein. Beide suchen nun nacheinander alle Käufer auf, die an diesem Tag bei ihnen eine Pizza gekauft haben. Schließlich meldet sich ihr heimlicher Liebhaber und erstattet ihr den Ring zurück.

### Dritte Episode „Das Begräbnis“ (Il funeralino)
„Ein Kind ist verstorben“, gibt der Zwischentitel zu Beginn der Episode mit dem ernsthaftesten Tonfall bekannt. Einen Handlungsbogen weist sie nicht auf: Die Mutter des Kindes leitet einen Trauerzug mit umfangreichem Gefolge durch die Straßen der Stadt. Es zeigt sich, dass sie jedes Detail des Begräbnisses genau geplant hat und die größtmögliche Wirkung auf die Passanten erzielen will. Sie verkörpert auf faszinierende Weise eine Mischung aus Trauer, Beherrschung, Kontrolle, Ritual, Würde und Stolz über den großen Moment ihres Trauerzugs durch die Prachtstraße.

### Vierte Episode „Die Spieler“ (I giocatori)
In dieser Episode spielt Regisseur Vittorio De Sica selbst mit. Er gibt einen Adligen, den seine reiche Gattin wegen seiner Spielsucht entmündigt hat.
Trotzdem gewährt sie ihm Ausgang. Der Graf darf zum Kartenspielen gehen – mit dem zehnjährigen Sohn des Portiers. Die Spiele, bei denen sie wertlosen Tand setzen, gewinnt fast alle der Junge. Er langweilt sich ob seines adligen Spielpartners, der seine Karten ungeschickt einsetzt und für den Spielverlauf sein Pech verantwortlich macht.

### Fünfte Episode „Teresa“ (Teresa)
Silvana Mangano hat für die Hauptrolle in dieser Episode das Nastro d’Argento für die beste Schauspielerin erhalten. Sie spielt die Prostituierte Teresa aus Rom, die nach Neapel heiratet, ohne ihren Künftigen zu kennen. Der Vermittler stellt ihn ihr bei einem Treffen in der Galleria Umberto I endlich vor – den gut aussehenden, vermögenden Don Nicola.
Nicola weicht ihren Fragen, weshalb er gerade sie zur Vermählung auserwählt habe, aus. Bald findet die Hochzeit statt. In der Hochzeitsnacht gesteht Don Nicola, dass er sich für den Freitod einer jungen Frau verantwortlich fühlt, die in ihn verliebt war. Seine Heirat mit einer „Unwürdigen“ sei eine selbst gewollte Buße, und er warte dem Augenblick entgegen, in dem das ganze Viertel weiß, wen er geheiratet hat. Teresa, die sich auf ein Leben als angesehene Frau gefreut hat, ist entsetzt und packt ihren Koffer wieder. In der Leere der Nacht besinnt sie sich – eher aus Stärke denn aus Schwäche – und kehrt in sein Heim zurück.

### Sechste Episode „Il professore“
Die sechste Episode dreht sich um einen „Professor“, welchen verschiedenste Leute aufsuchen, um für ein bescheidenes Entgelt von ihm Rat für alle Lebenslagen zu erhalten.

## Hintergrund
Trotz der gewissenhaft realistischen Darstellung der Umgebung liegt der Schwerpunkt des Films nicht auf damaligen aktuellen Problemen, wie man es bei den Neorealisten De Sica und Zavattini hätte vermuten können. Vielmehr bezieht er sich auf die „Ewigkeit“ der Stadt. De Sica meinte dazu: „Eines der Geheimnisse Neapels liegt in seiner über die Jahrhunderte unveränderlichen Art, welche die Menschen, ihre Gewohnheiten und ihre Philosophie ausmacht.“ Den bekannten Bildern von Neapel als einer Stadt der Musik und der Volksfeste, die sich in der ersten Episode auf der Straße entfalten, und prachtvoller Architektur, setzt der Film vor allem in den folgenden Teilen Szenen entgegen, die sich in Innenräumen abspielen und Verlogenheit, Hilflosigkeit und Verzweiflung offenbaren. Unter den inländischen Filmen erzielte Das Gold von Neapel im Jahr 1954 in Italien die fünftgrößten Einnahmen. Die in der Bundesrepublik und in den USA gezeigte Kinofassung enthielt nur vier Episoden, die dritte und sechste wurden weggelassen.

## Kritik
Damals urteilte der film-dienst, die Episoden „Pizza auf Kredit“ und „Therese“ seien für Jugendliche nicht geeignet und letztere „sehr gesucht und nicht ohne gewisse Peinlichkeit“. Insgesamt sei der Film „weicher als sonst bei de Sica, aber doch nicht zerfließend. Wer Freude hat an menschlichen Absonderlichkeiten und künstlerischen Finessen wird diesen Film genießen.“ Totò gebe „eine überzeugende Probe seiner hintergründigen Komik“. Die „filmischste und künstlerisch dichteste“ Episode sei „Die Spieler“, obwohl sie am wenigsten mit Neapel zu tun hätte. Sie komme ohne viele Worte, mit gekonnten Aufnahmen der Gesichter aus.